# Rolan Alekszandrovics Guszev
Rolan Alekszandrovics Guszev (oroszul: Ролан Александрович Гусев; Aşgabat, 1977. szeptember 17. –) orosz válogatott labdarúgó.
Az orosz válogatott tagjaként részt vett a 2004-es Európa-bajnokságon.

## Sikerei, díjai
CSZKA Moszkva
- UEFA-kupa (1): 2004–05
- Orosz bajnok (3): 2003, 2005, 2006
- Orosz kupa (3): 2002, 2005, 2006
- Orosz szuperkupa (3):  2004, 2006, 2007

Egyéni
Az orosz bajnokság társgólkirálya (1): 2002 (15 gól)